# Rou-Marson
Rou-Marson é uma comuna francesa na região administrativa da Pays de la Loire, no departamento de Maine-et-Loire. Estende-se por uma área de 12,66 km². Em 2010 a comuna tinha 667 habitantes (densidade: 52,7 hab./km²).